# Louis Krevel
Friedrich Heinrich Ludwig Krevel, plus connu sous le nom de Louis Krevel (19 septembre 1801 à Brunswick - 14 mai 1876 à Trèves) était un portraitiste allemand de la période Biedermeier.

## Biographie
Son père, Johann Hilarius Krevel (1776-1846) était un marchand d'art et portraitiste. Après avoir pris ses premières leçons d'art avec son père il étudie avec Justus Krauskopf (de), un peintre portraitiste et paysagiste ayant une école privée à Cassel. Il était lui même un élève de Jacques-Louis David. Grâce aux contacts de Krauskopf, en 1824, Krevel a pu étudier à Paris. Durant cette période, il a travaillé avec Antoine-Jean Gros et a été très influencé par le travail de Ingres.
En 1827, l'un de ses portrait est présenté au Salon. L'année suivante, il ouvre son propre atelier et son nom apparaît dans l'Almanach des 25 000 adresses des principaux habitants de Paris. À la suite de cela il reçoit une commande de la ville de Sète pour faire une copie d'une peinture de François Gérard, dépeignant le couronnement de Charles X. Ses portraits ne lui rapporte cependant pas assez, il travaille donc en tant que peintre décorateur.
En 1830, il décide de retourner en Allemagne où il semble avoir travaillé pour la Westphalie. En 1836, il travaille dans la région de la Sarre et est exposé quatre ans plus tard à l'Académie prussienne des arts. Son travail est vanté par Christian Daniel Rauch, qui essaie de le persuader de venir vivre à Berlin. Krevel semble cependant préférer rester dans un environnement moins compétitif. En se basant sur les emplacements de ses apparitions, il a passé beaucoup de son temps à Baden-Baden. La plupart de ses clients font partie de la nouvelle bourgeoisie, nouvellement créé avec l'industrialisation de la Sarre. Les plus connus d'entre eux étaient Adolf Kraemer et sa famille; les frères Stumm et Heinrich Böcking.
Au milieu des années 1840, il s'installe à Cologne et devient un membre de la Kölnischer Kunstverein. En 1856, il participe à une exposition de la Prussian Academy.
En 1865, découragé par la popularité grandissante des portraits photographiques, il arrête de peindre et s'installe dans une petite maison à Fribourg-en-Brisgau. Il a subi un accident vasculaire cérébral en 1873 et déménage à Trèves pour vivre avec sa sœur, Jenny, qui était nouvellement veuve. Sa santé continua à se détériorer et il y mourut trois ans plus tard.